# Republică autonomă
O republică autonomă este o formă de diviziune administrativă, asemănătoare cu provincia. Un număr mare de republici autonome se găsesc pe teritoriul fostei Uniuni Sovietice, majoritatea lor în Rusia. Multe din acestea au fost înființate în perioada sovietică, purtând numele de Republici Autonome Sovietice Socialiste (RASS).

## Republici autonome din fosta URSS
- Republicile Rusiei
- Azerbaidjan: Nahchivan, Nagorno-Karabah
- Georgia: Abhazia, Ajaria
- Ucraina: Crimeea
- Uzbekistan: Karakalpakstan
- Republica Moldova: Transnistria

## Teritorii franceze
Termenul se poate aplica și următoarelor foste colonii franceze, înainte de a-și obține independența în 1960:
- Republica Centrafricană
- Republica Ciad
- Republica Dahomey
- Republica Gaboneză
- Republica Coastei de Fildeș
- Republica Malgașă
- Republica Islamică Mauritania
- Republica Congo
- Republica Niger
- Republica Senegal
- Republica Sudaneză
- Republica Togo
- Republica Voltei Superioare